# فورد ترانسیت کانکت
فورد ترانسیت کامکت (Ford Transit Connect) خودرویی است که از سال ۲۰۰۲ تاکنون در ایزمیت، ترکیه و رومانی تولید شده‌است.
این خودرو در کلاس کامپکت ام‌پی‌وی قرار گرفته، طراحی آن خودروهای موتور جلو-محور جلو بوده طول آن در حالت طبیعی ۴٬۳۰۸ میلیمتر (۱۶۹٫۶ اینچ) و عرض آن در حالت طبیعی ۱٬۷۹۵ میلیمتر (۷۰٫۷ اینچ) و ارتفاع آن در حالت طبیعی ۱٬۸۱۴ میلیمتر (۷۱٫۴ اینچ) است. سیستم جعبه‌دندهٔ آن ۵ دنده به دو صورت خودکار و دستی است.

## نگارخانه

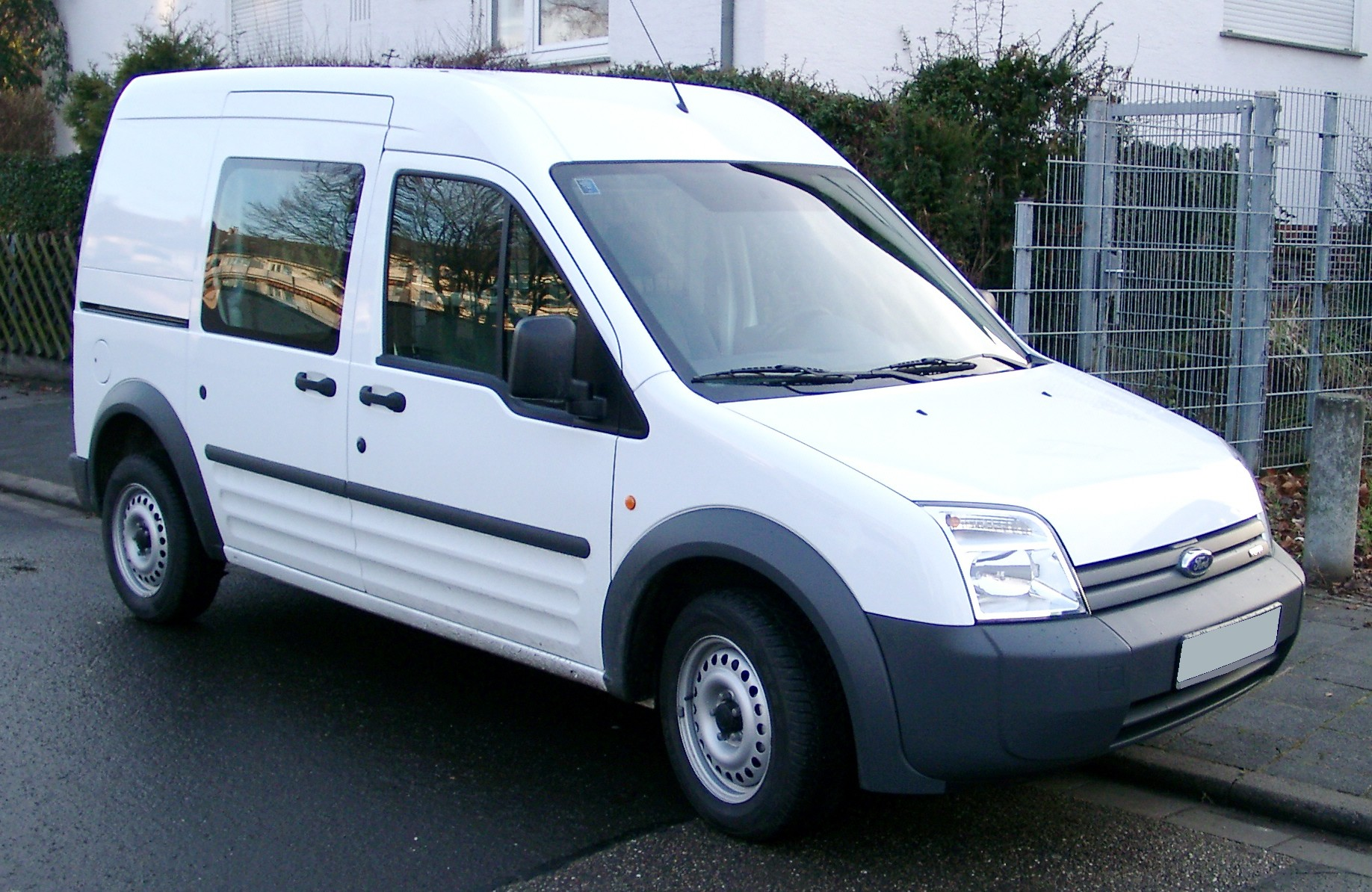
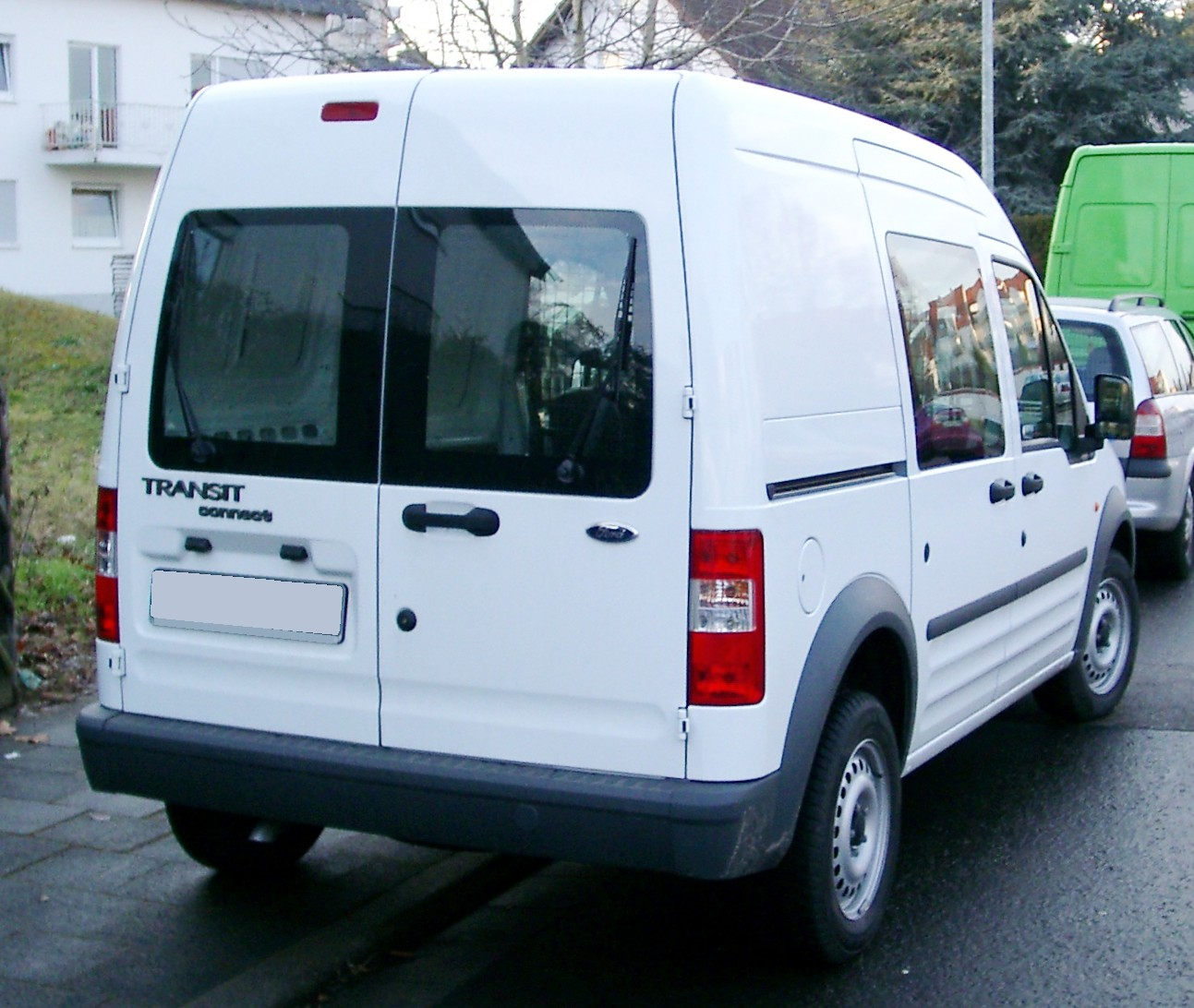
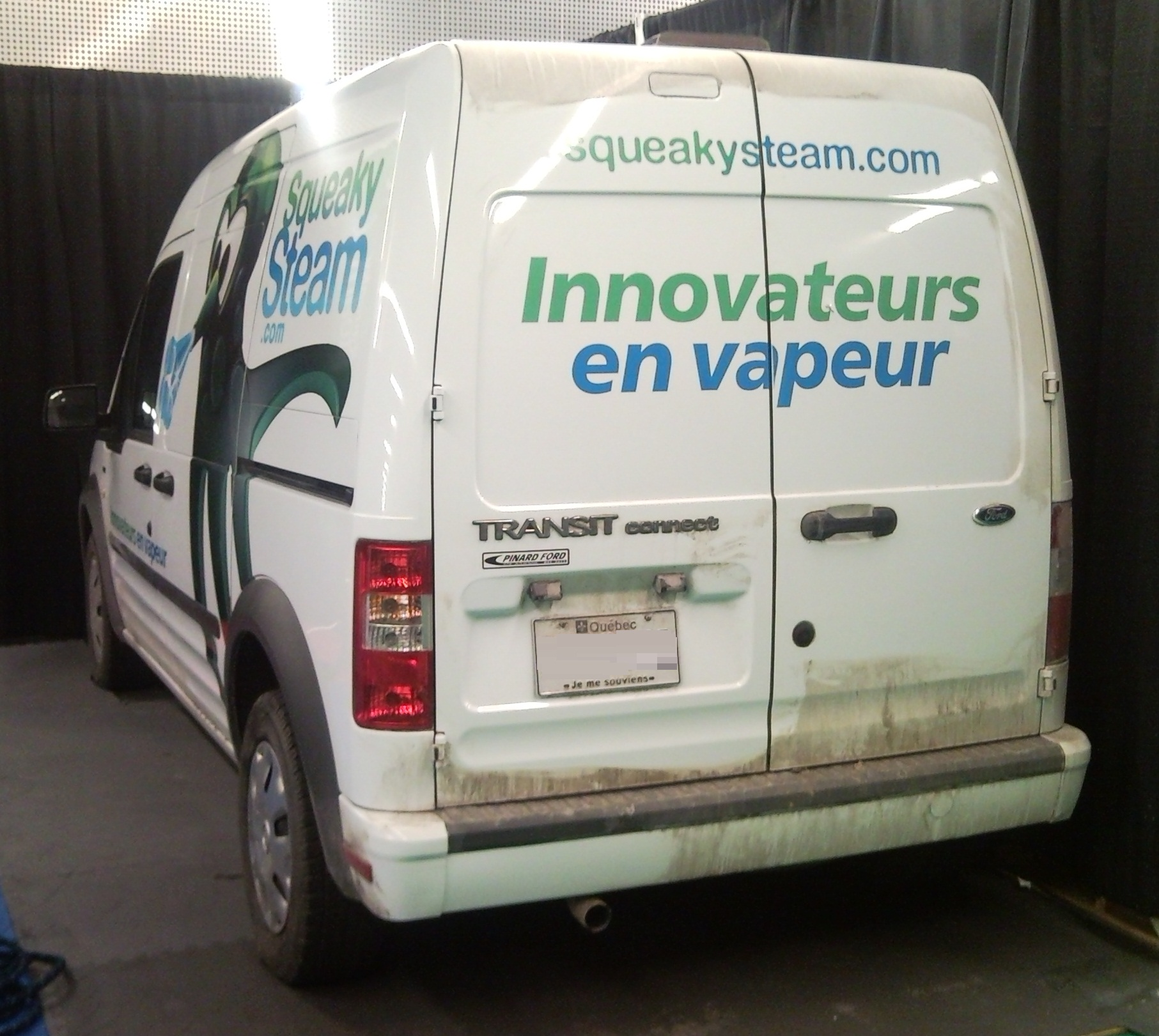